# Церковь Святого Иоанна Крестителя (Катрейп)
Церковь Святого Иоанна Крестителя (нидерл. Sint-Johannes de Doperkerk) — римско-католическая церковь, располагавшаяся на территории посёлка Катрейп (примерно в 9 км северо-западнее Алкмара) в Бергенской общине провинции Северная Голландия Нидерландов.

## История
Церковь была построена голландским архитектором Теодором Асселером в 1873 году на месте снесённой деревянной (которая была построена в 1830 году). Освящена в честь святого Иоанна Крестителя. Относилась к Алкмарскому деканату Харлем-Амстердамской епархии. Представляла собой трёхнефный кирпичный храм в неоготическом архитектурном стиле. Главный неф имел пять травей и оканчивался пятисторонней апсидой, колокольня с остроконечным шпилем располагалась посередине главного фасада. В начале 70х годов церковь перестала использоваться и была снесена в 1971 году. На её месте была возведена нынешняя церковь в стиле модернизма, освещённая местным епископом Теодором Зварткрёйсом (нидерл. Theodorus Zwartkruis) в 1972 году. Часть элементов внутреннего убранства (купель, четыре барельефа и др.) из снесённого храма была перенесена в новый.

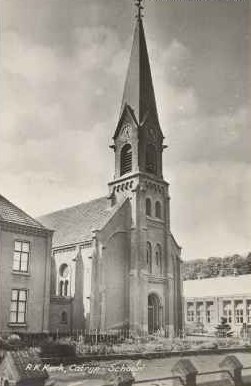
Фотография с видом на церковь Святого Иоанна Крестителя в Катрейпе (почтовая открытка начала XX века)

## Иллюстрации
- Цветная панорамная фотография 1955 года с видом на Катрейп (недоступная ссылка) на сайте archiefalkmaar.nl
- Фотография с видом на Церковь Святого Иоанна Крестителя в Катрейпе (недоступная ссылка) на сайте beeldbank.noord-hollandsarchief.nl
- Рисунок с видом на Церковь Святого Иоанна Крестителя в Катрейпе (недоступная ссылка) на сайте beeldbank.noord-hollandsarchief.nl